# Wonogondo
Wonogondo is een bestuurslaag in het regentschap Pacitan van de provincie Oost-Java, Indonesië. Wonogondo telt 1697 inwoners (volkstelling 2010).